# Hansen Rum

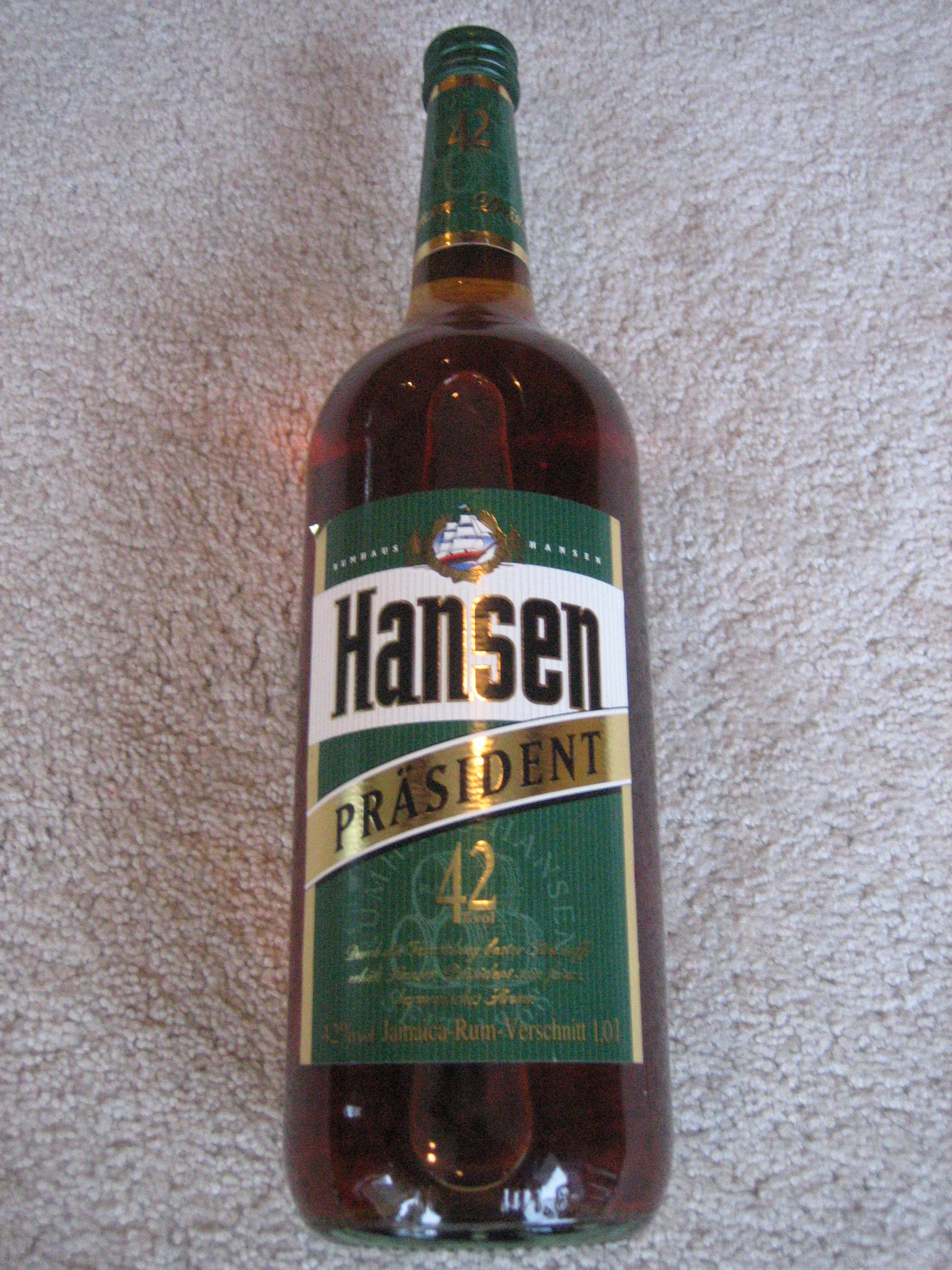
Hansen Präsident

Hansen Rum war ein traditionelles Flensburger Rumhandelshaus, das Anfang 1869 vom Weinhändler Hans Hansen gegründet wurde. Nach dem Niedergang der Flensburger Rumhäuser wurde die Marke Hansen Rum Anfang der 2000er Jahre zusammen mit Bommerlunder an das Spirituosen-Unternehmen Berentzen aus Haselünne verkauft.

## Geschichte
Das Rum Handelshaus Hansen aus Flensburg war auf die Herstellung von Flensburger Rum-Verschnitt spezialisiert. Hierzu wurde Jamaikarum mit Wasser und Agaralkohol auf Trinkstärke von 40 bis 54vol% verschnitten. Bekannt wurde Hansen-Rum vor allem mit seinem Hansen Präsident, einem Rum-Verschnitt mit 42vol%, benannt nach dem damaligen Reichspräsidenten Hindenburg. Von 1909 bis in Ende der 1950er Jahre befand sich der Flensburger Firmensitz in der Angelburger Straße. In den 1990er Jahren wurde Hansen von Dethleffsen, einem der damals größten Spirituosenvertreiber in Deutschland, aufgekauft. Zum Jahreswechsel 1998/99 übernahm die Berentzen-Gruppe AG wiederum Dethleffsen. Neben Hansen Rum wurden in diesem Zuge auch die Marken Bommerlunder, Linie Aquavit, Asmussen Rum, Springer Urvater, Echt Stonsdorfer, Licor 43 und Dirty Harry durch Berentzen aufgekauft.